# Wintilo Vega Murillo
Wintilo Vega Murillo (Purísima del Rincón, Guanajuato) es un político y economista mexicano, ha sido Presidente Estatal de tres Partidos Políticos Partido Revolucionario Institucional (PRI) 1979/2006, Partido Social Demócrata (PSD) 2008/2009, Partido Concertación Mexicana 2012/2013, presidió la Fundación Social Demócrata de Guanajuato 2009/ 2012; fue diputado federal en dos ocasiones postulado por el PRI y fue candidato del mismo partido a gobernador de Guanajuato, habiendo renunciado a la postulación antes de la elección constitucional.
Fue miembro del PRI desde 1979,  secretario de Organización, secretario general y presidente del Comité Directivo Estatal del PRI en Guanajuato, electo diputado federal por el Distrito 11 de Guanajuato a la LVII Legislatura de 1997 a 2000 y posteriormente  a la LIX Legislatura de 2003 a 2006, en esta legislatura se desempeñó como vicecoordinador  de la bancada de su partido.
Miembro fundador de la Organización Política "Movimiento Territorial" brazo articulador del PRI en colonias y zonas urbanas populares, se distinguió al interior de esa organización y del propio PRI como un eficiente operador electoral.
Participó en la contienda interna del PRI para elegir candidato a Gobernador, en donde derrotó a su contrincante José de Jesús Padilla, fue oficialmente postulado candidato a Gobernador para las Elecciones de 2006, pero el 21 de marzo de 2006 anunció su renuncia a la postulación debido a un conflicto con el presidente el Partido Mariano Palacios Alcocer y con el candidato presidencial Roberto Madrazo Pintado por las candidaturas a Senadores y Diputados.
Actualmente Wintilo Vega Murillo dirige la firma consultora Efecto W “Organización W” y no mantiene militancia partidaria.